# Hancock (Familienname)
Hancock ist ein Familienname, der vor allem im englischsprachigen Raum vorkommt.

## Namensträger
- Albany Hancock (1806–1873), britischer Zoologe
- Anthony Hancock (Herausgeber) (1947–2012), britischer Herausgeber
- Barbara Hancock (* 1949), US-amerikanische Schauspielerin und Tänzerin
- Barry Hancock (1938–2013), englischer Fußballspieler
- Butch Hancock (* 1945), US-amerikanischer Musiker
- Clarence E. Hancock (1885–1948), US-amerikanischer Politiker
- Cornelia Hancock (1839–1926), US-amerikanische Krankenschwester
- Dave Hancock (* 1955), kanadischer Politiker
- Drew Hancock, US-amerikanischer Drehbuchautor und Regisseur
- Eleanor Hancock, australische Historikerin
- Frank Hancock (Rugbyspieler) (Francis Escott Hancock; 1859–1943), walisischer Rugby-Union-Spieler
- Frank E. Hancock (Frank Ellis Hancock; 1923–1988), US-amerikanischer Politiker
- Franklin Wills Hancock (1894–1969), US-amerikanischer Politiker
- George Hancock (Politiker) (1754–1820), US-amerikanischer Politiker
- George Hancock (Sänger) (1906–1991), britischer Opernsänger (Bassbariton)
- Gerre Hancock (1934–2012), US-amerikanischer Komponist und Organist
- Graham Hancock (* 1950), britischer Schriftsteller und Journalist
- Greg Hancock (* 1970), US-amerikanischer Speedwayfahrer
- Gunborg Hancock (1912–2024), schwedische Altersrekordlerin
- Herbie Hancock (* 1940), US-amerikanischer Musiker
- Ian Hancock (* 1942), britischer Sprachwissenschaftler und Menschenrechtsaktivist
- James A. Hancock (1921–2004), britischer Ornithologe
- James Carl Hancock (* 1976), US-amerikanischer Filmproduzent
- James Findley Hancock, Jr. (* 1950), US-amerikanischer Pflanzengenetiker
- James Hughes Hancock (1931–2020), US-amerikanischer Jurist
- John Hancock (1737–1793), US-amerikanischer Politiker
- John Hancock (Ornithologe) (1808–1890), britischer Vogelkundler
- John Hancock (Politiker, 1824) (1824–1893), US-amerikanischer Politiker (Texas)
- John Hancock (Politiker, 1857) (1857–1940), britischer Politiker
- John Hancock (Fußballspieler) (1871–1925), englischer Fußballspieler
- John Hancock (Schauspieler) (1941–1992), US-amerikanischer Schauspieler
- John D. Hancock (* 1939), US-amerikanischer Drehbuchautor, Filmproduzent und Regisseur
- John Lee Hancock (* 1956), US-amerikanischer Drehbuchautor, Filmproduzent und Regisseur
- Jonathan Hancock (* 1972), britischer Gedächtnissportler
- Joseph Hancock (Politiker) (1856–1916), australischer Politiker
- Joseph Hancock (Cricketspieler) (1876–1939), englischer und schottischer Cricketspieler
- Joseph Hancock (Steward) (1878–1916), britischer Schiffssteward und Expeditionsteilnehmer
- Josh Hancock (1978–2007), US-amerikanischer Baseballspieler
- Keith Hancock (1898–1988), australischer Historiker
- Kenneth Hancock (1937–2025), englischer Fußballtorhüter
- Lang Hancock (1909–1992), australischer Unternehmer
- Matt Hancock (* 1978), britischer Politiker
- Mel Hancock (1929–2011), US-amerikanischer Politiker
- Michael Hancock (Rugbyspieler) (* 1969), australischer Rugbyspieler
- Michael Hancock (Politiker) (* 1969), US-amerikanischer Politiker, Bürgermeister von Denver
- Mike Hancock (Michael Thomas Hancock; * 1946), britischer Politiker
- Nathaniel Hancock (1761/62 – 1833), US-amerikanischer Porträtminiaturmaler
- Ollie Hancock (* 1987), britischer Automobilrennfahrer
- Peter Hancock (Psychologe) (Peter Adrian Hancock; * 1953), britisch-US-amerikanischer Psychologe und Hochschullehrer
- Peter Hancock (Bischof) (* 1955), britischer Geistlicher, Bischof von Bath und Wells
- Prentis Hancock (1942–2025), schottischer Schauspieler
- Quinn Hancock (* 1977), kanadischer Eishockeyspieler
- Sam Hancock (* 1980), britischer Automobilrennfahrer
- Sheila Hancock (* 1933), britische Schauspielerin
- Theodore E. Hancock (1847–1916), US-amerikanischer Jurist und Politiker (Republikanische Partei)
- Thomas Hancock (1786–1865), britischer Erfinder
- Tony Hancock (Anthony John Hancock; 1924–1968), britischer Komiker
- Tori Hancock (* 1986), US-amerikanische Fußballschiedsrichterin, siehe Tori Penso
- Vincent Hancock (* 1989), US-amerikanischer Sportschütze
- Walker Hancock (1901–1998), US-amerikanischer Bildhauer
- Wayne Hancock (* 1965), US-amerikanischer Musiker
- Winfield Scott Hancock (1824–1886), US-amerikanischer General und Politiker